# Gino Stefani
Gino Stefani (Samarate, 2 ottobre 1929 – Roma, 7 aprile 2019) è stato un semiologo, musicista e musicologo italiano, dopo un'esperienza nel jazz, è noto come studioso nella musica liturgica e nella pedagogia musicale. È fra i pionieri della semiotica della musica, di cui è stato autore di numerose pubblicazioni, promotore di importanti convegni e iniziative culturali, professore a Roma, Parigi e per molti anni a Bologna. Negli ultimi decenni le sue attività di ricerca e insegnamento sono continuate e confluite nella disciplina globalità dei linguaggi, accanto all'ideatrice Stefania Guerra Lisi.

## Biografia
I suoi imprinting musicali sono canti popolari e canzoni diffuse dalla radio, canti religiosi e musica d'organo in chiesa, la banda del paese, il violino dello zio Silvio, con i suoi ballabili. Una 'peak experience' ebbe a 10 anni udendo a Padova, nella basilica del Santo, la Salve Regina gregoriana.
A 12-13 anni iniziò a suonare il clarinetto nella banda del paese. Finita la guerra, partì per Milano a suonare in orchestrine da ballo, praticando quanto possibile il jazz; divenne rapidamente un apprezzato professionista; con Giorgio Gaslini nel 1948 incise il primo disco di jazz ‘da studio’, di genere be-bop. Nel frattempo si iscrisse al Conservatorio, a Milano, incontrando la musica classica, e stringendo con Luciano Berio un'amicizia che doveva durare tutta la vita. Si diplomò in clarinetto, e più tardi in composizione e polifonia vocale. In Conservatorio (L'Aquila, Pesaro, Parma) tornò poi come docente, per un breve periodo, negli anni '70.
Poco dopo i vent'anni una sua crisi esistenziale sfociò in una conversione religiosa; abbandonò la professione musicale per abbracciare quella religiosa, nell'ordine dei Gesuiti, dove rimase per circa 10 anni; studiò lettere e filosofia, e anni dopo si addottorò con una tesi su L'etica musicale di Sant'Agostino [1968].
Negli anni '60 la sua identità è singolarmente articolata. Da un lato l'interesse attivo per la musica colta contemporanea (Biennale di Venezia, settimane della Nuova Musica a Palermo, con Berio in California e a Berlino, saggi vari [1963, 1965, 1970a]); dall'altro la musica nella liturgia, componendo canti che rimangono tuttora tra i più popolari nelle chiese italiane e studiando e insegnando (a Roma, a Parigi) una ‘semiologia della musica’ funzionale ai riti [1967]: una ricerca che si ampliò poi alla musica barocca [1974. 1975].
All'età di 36 anni, nel 1965 sposa Cettina, siciliana, donna forte, fiera e di grande dignità, scomparsa nel 1983 per una grave malattia tumorale: un'esperienza che portò il Nostro a ridurre e contatti, e ad approfondire valori interiori, disponibilità alle cure sociali, impegno nella cultura della pace. Con lei ha una figlia, Chiara, artista di vario talento, specialmente musicale, che ha collaborato validamente con il padre in attività di educazione musicale [S. e al. 1995].
Gli anni '70 vedono G.S. entrare nei Conservatori (L'Aquila, Pesaro, Parma)  e nelle Università italiane (Macerata, Bologna). Con questo ‘radicamento nel territorio’, e in quel contesto storico di vitalità democratica, l'interesse di G.S. per il popolare-sociale prende corpo nella pratica e l'insegnamento dell'animazione e della pedagogia musicale [1977, 1978, 1979, 1983] nonché nel sostegno agli studi, allora nascenti, intorno alla Popular Music. Sull'altro versante si consolida – anche grazie allo stimolo amico e autorevole di Umberto Eco –la sua identità professionale più affermata, la semiotica della musica [1976, 1987], della quale organizzò nel 1973 il 1º Congresso internazionale, a Belgrado [1975], e dopo quello diversi altri.
A Bologna, al DAMS, per anni Eco si adoperò senza successo per aprire l'incarico per la nuova disciplina; finalmente nel 1977, si aprì quella porta, che G.S. avrebbe varcato ogni anno fino al 2001. Tra gli anni '80 e i '90 G.S. è militante nei movimenti per la nonviolenza, come obiettore di coscienza alle spese militari, promuovendo incontri di ricerca e formazione tra cui, a Bologna, un convegno internazionale sulla Difesa Popolare Nonviolenta [Ed. 1992], e alla televisione statale di Oslo un servizio su Musica e pace. Le sue pubblicazioni documentano come anche una musica con coscienza entrasse in questo impegno [1985b, 1989, S. e al. 1992-1996].
Lasciato il DAMS e Bologna, G.S. si stabilì a Roma, con la sua nuova compagna di vita, di ricerca e d'azione Stefania Guerra Lisi, divenendo con lei promotore della Globalità dei Linguaggi. È fondatore e presidente (dal 2000) della Università Popolare di MusicAr Terapia, che gestisce le iniziative di ricerca e formazione in quella disciplina. Fra queste, in convenzione con l'Università degli Studi di Roma Tor Vergata, dal 2002 il “Master in MusicAr Terapia nella Globalità dei Linguaggi”, di cui è il coordinatore.

## La semiologia della musica
Iniziata nel campo della musica liturgica [1967, 1971], la ricerca semiotica di G.S. era centrata sul senso che risultava dalla relazione tra la funzione (rituale) e la musica; un percorso dalla pragmatica alla semantica come spiegò Eco: se una musica funziona in un certo modo, vuol dire che ha un certo senso.

Sviluppando questo principio ne conseguì che l'oggetto della ricerca semiotica non è la musica ma l'esperienza musicale: Dall'esperienza alla teoria [1998], la ricerca inizia dall'osservazione degli indizi dell'Esperienza forniti da chi la fa: i modi sociali di uso della Musica (canto, ballo, teatro, cinema, ecc.), e i discorsi - le ‘risposte verbali’ – che manifestano il vissuto con la musica. Una analisi funzionale di questi vissuti in relazione all'oggetto musicale e al soggetto porta a ipotesi esplicative convalidate poi in teorie.

Tra queste, la più elaborata e nota è il Modello della Competenza Musicale (MCM) [1981, 1982], dove la competenza è semioticamente intesa come produzione di senso; il modello intende essere comprensivo e rappresentare le principali modalità di appropriazione della musica secondo una scala di livelli-codici (Codici Generali, Pratiche Sociali, Tecniche Musicali, Stili, Opere) dal bio-psico-antropologico al più specificamente musicale nella nostra cultura. In questo approccio Stefani è vicino al John Blacking di Come è musicale l'uomo.
Il MCM evidenzia come fondamentale e comune il livello dei Codici Generali (CG), e con esso la consistenza della Competenza Comune.  Nello stesso tempo, i CG sono per definizione, produzione di senso non solo su/con la Musica ma su/con qualunque Esperienza sensoriale o psichica, qualunque realtà esterna o interna: quindi, per converso, si può dire che l'uomo costituisce, rende, fa Musica con qualunque Esperienza sensoriale o psichica, qualunque realtà esterna o interna.

Stabilite le modalità della produzione di senso in/con/sulla musica, la ricerca semiotica di G.S. si rivolge all'oggetto musicale ‘in sé’.  E qui, anzitutto categorie come ‘melodia’, ‘ritmo’, sound' comunemente considerate come ‘tecniche musicali’ rivelano in realtà una produzione di senso ben più ricca e soddisfacente se considerate come aspetti dell'esperienza musicale, come ‘prese di suono’ fondamentali sulla musica [S. e al. 1992, 1998]. Inoltre, una indagine di decenni sugli Intervalli [S. e al. 1990] ha mostrato come anche qui, al cuore dei micro-sistemi musicali, la produzione di senso avviene secondo gli stessi processi osservati nel ‘macro’ dell'esperienza musicale già descritti.

Il mondo della musicologia non ha recepito questa ricerca, fuori dai ranghi; anche la semiotica musicale dominante, ‘neutralista’, non si occupava dell'esperienza né tanto meno della competenza comune in musica. A parte attenzioni sporadiche, interesse e riconoscimento ha trovato, oltre che presso Umberto Eco, in vari ambienti semiotici e semio-musicali. Da segnalare il sostegno convinto del semio-musicologo Eero Tarasti, che pubblicò una traduzione finlandese della Competenza musicale [1982],  e resta da allora in attivo contatto con G.S., anche tramite il Gruppo Internazionale di Ricerca sulla Significazione Musicale (ICMS), del quale G.S. organizzò un congresso a Bologna [Ed. 1998] e un altro a Roma.

## Musicoterapia e Globalità dei Linguaggi
Studi musicali a fini sociali:  il passo dall'animazione alla terapia è breve. Dal 1975 G.S. si interessa costantemente e attivamente delle iniziative in questa direzione, e per questo organizza, il 1° Colloquio di Psicologia della Musica in Europa e in Italia [Ed.1985]. Per anni è vicepresidente della Società Italiana di Musicoterapia; dai suoi corsi all'Università [1991] uscirono poi noti operatori del settore. Insegnò per un decennio al Corso di Musicoterapia della Cittadella di Assisi; poi l'adesione sempre più profonda alla “Globalità dei Linguaggi” lo portò a dissociarsi da quella concezione e prassi della ‘musicoterapia’, comune ormai a vari altri contesti. 
I punti principali del dissenso erano vari e connessi: la continuità animazione-terapia, non più accettata da chi voleva una figura autonoma di musico terapista; il suo rifiuto del ruolo del musicoterapista come specialista di musica agli ordini di psicoterapisti;  una concezione tecnica della musica, contrastante con la sua semiotica umanistica e con la continuità fra le arti alla base della Globalità dei Linguaggi.

Dal 1996 l'identità pubblica di G.S. appariva dunque marcata da un nuovo segno: la Globalità dei Linguaggi (GdL).  L'incontro con questa disciplina e la sua ideatrice era avvenuto ad Assisi, poi a Bologna in seminari nei suoi corsi al DAMS - che negli ultimi anni erano ormai centrati sulla GdL - infine nella convivenza stabile con Stefania Guerra Lisi e con la di lei figlia cerebrolesa Elvira.

Indizi della continuità fra la GdL e il pensiero semiotico stefaniano. La partenza dall' ‘esperienza’ musicale, realtà bifronte oggetto/soggetto riespressa con la formula musica/musicalità [con Guerra Lisi 1996];  la globalità del ‘senso’ esperienziale, e la ricerca come progressiva articolazione di questo inarticolato; l' ‘arte di arrangiarsi’ inglobata in un'arte di vivere'. La ‘competenza comune’ e i ‘codici generali’ ampliati e approfonditi come ‘potenziali umani’. I potenziali di senso indagati nell'esperienza musicale, per la loro natura essenzialmente sinestesica hanno trovato le loro radici più profonde nel corpo; per ciò stesso, il musicale si è andato rivelando come rappresentazione pregnante, se non globale, del vissuto corporeo. Le tre ‘prese di suono’ (melodia, ritmo, sound) sono fondamentali; perché?  Con la GdL si spiega che sono i modi più corporei di vivere la musica, e corrispondono al ‘corpo tripartito’ bioenergetico. Tutta la teoria musicale ‘prende corpo’, anche gli intervalli, riletta secondo le teorie GdL [con Guerra Lisi 2004]. 
Una riconversione più globale dell'attività di G.S. si vede poi nelle iniziative di MusicArTerapia (Master, Scuola quadriennale, Rivista [con Guerra Lisi 2005-]) che sono il versante operativo della GdL, e in cui il Nostro è sempre più impegnato. Il suo contributo teorico più consistente è – finora – il lavoro costante per la GdL.